# Genera Plantarum (Jussieu)
Genera Plantarum (Jussieu), (abreviado Gen. Pl. (Jussieu)), é um livro com ilustrações e descrições botânicas que publicado pelo médico e botânico francês, Antoine Laurent de Jussieu. Foi publicado no ano de 1789 tendo como título completo Genera plantarum secundum ordines naturales disposita, juxta methodum in horto Regio Parisiensi exaratum anno 1774.